# Prototaria planicephala
Prototaria planicephala (лат.) — вид вымерших морских млекопитающих из семейства моржовых. Ископаемые остатки известны из среднего миоцена Японии, префектура Мияги. Его типовой образец — SSME 13317, череп. В отличие от современного моржа, питались в основном рыбой. Внешне они походили скорее на современных морских котиков и морских львов. У них не было длинных бивней, как у современных моржей, и они были более стройными.